# Simone Guhl-Bonvin
Pour les articles homonymes, voir Bonvin.

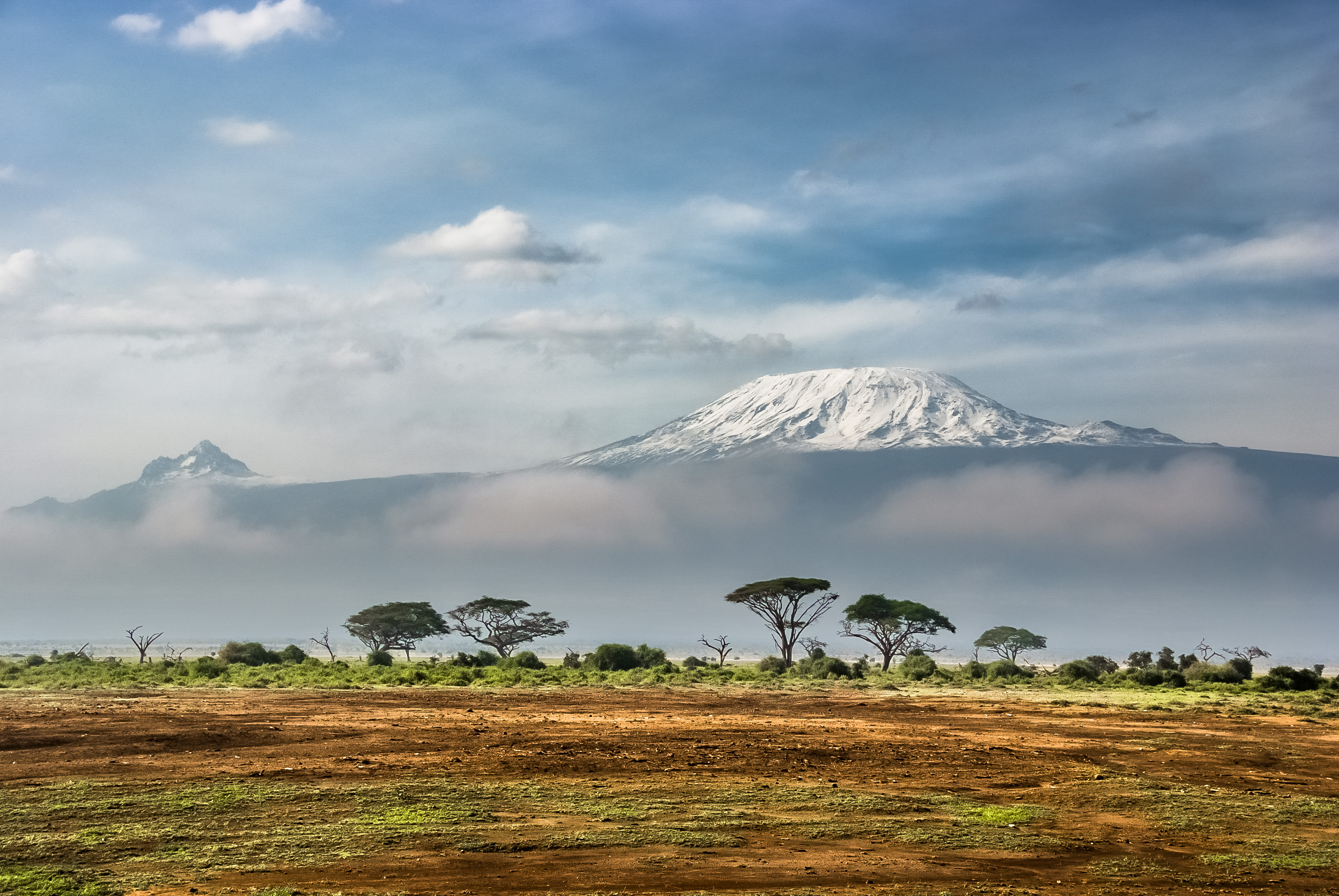
killimandjaro

Simone Guhl-Bonvin, née le 8 avril 1926 et morte le 15 mai 2013 à Sion (Valais) en Suisse,, est une artiste  peintre valaisanne originaire de Sion et Steckborn (Turgovie). Elle est représentative d'un travail évoluant entre figuration et abstraction. Sa recherche est axée sur la composition et la couleur.

## Biographie

### Formation
Elle suit les classes primaires, puis une maturité classique au collège Sainte Marie des Anges à Sion. Attirée par le dessin et la peinture, elle suit les cours de dessin donné par de l'une des professeure religieuse sœur Marie de St-Paul. Cet enseignement lui permet de pratiquer un art qui marque sa vie. Elle poursuit sa formation de peintre à l'Allgemeine Gewerbeschule und Schule für Gestaltung Basel ainsi qu'aux Beaux-Arts de Lausanne. Aux Beaux-Arts de Lausanne elle est fortement influencée par Antoine Poncet, Casimir Raymond, c'est cependant Jacques Villon qui l'inspire le plus.
Elle voyage beaucoup et c'est lors d'un retour de voyage de Grèce qu'elle expose pour la première fois à la galerie de l'Atelier à Sion en 1952. Elle travaille en atelier pendant quelques années en compagnie de deux autres femmes peintres valaisannes Simone de Quay et Germaine Luyet. 

## Expositions
Galerie de la Grenette à Sion,,,